# Balapur
Balapur là một thành phố và là nơi đặt hội đồng đô thị (municipal council) của quận Akola thuộc bang Maharashtra, Ấn Độ.

## Địa lý
Balapur có vị trí 19°32′B 77°24′Đ / 19,53°B 77,4°Đ Nó có độ cao trung bình là 425 mét (1394 foot).

## Nhân khẩu
Theo điều tra dân số năm 2001 của Ấn Độ, Balapur có dân số 39.493 người. Phái nam chiếm 52% tổng số dân và phái nữ chiếm 48%. Balapur có tỷ lệ 69% biết đọc biết viết, cao hơn tỷ lệ trung bình toàn quốc là 59,5%: tỷ lệ cho phái nam là 73%, và tỷ lệ cho phái nữ là 64%. Tại Balapur, 17% dân số nhỏ hơn 6 tuổi.